# Grądek (struga)
Grądek – struga w woj. zachodniopomorskim, w gminie Brzeżno, dopływ jeziora Więcław i rzeki Starej Regi.
Grądek bierze źródła na północny wschód od wsi Karsibór, w gminie Brzeżno, na Pojezierzu Drawskim. Płynie na północny zachód w pobliżu wsi Przyrzecze. Następnie przed wsią Mulite odbiera dopływ z Chomętówka i odbija na południowy zachód. Przepływa przez wieś Rzepczyno i biegnie na południe do jeziora Więcław, którego wody zbiera rzeka Stara Rega. Uchodzi do jeziora od północno-wschodniego brzegu.
Nazwę Grądek wprowadzono urzędowo w 1950 roku, zastępując poprzednią niemiecką nazwę Grandbach.